# Tayum
Tayum (Bayan ng Tayum, Abra) är en kommun i Filippinerna. Kommunen ligger på ön Luzon, och tillhör provinsen Abra. Folkmängden uppgår till 13 360 invånare.
Tayum är indelat i 11 barangayer.